# Lunar Orbiter–5
A Lunar Orbiter–5 a Lunar Orbiter-program utolsó műholdja. Feladata volt, hogy további fényképeket készítsen a megfelelő leszállóhely kereséséhez a  Surveyor-program szondái és az Apollo-program számára. 1967. augusztus 5-én állt Hold körüli pályára. A 85° inklinációjú pályán a keringési idő 8,5 óra volt. Szolgálati ideje alatt augusztus 19-ig 213 széles látószögű és telefotó készült, majd becsapódott a Hold felszínébe.

## Külső linkek
- DESTINATION MOON: A history of the Lunar Orbiter Program (PDF) 1976
- Lunar Orbiter 5 Photo Gallery